# فیلیپ فرانک
فیلیپ فرانک (زاده ۲۰ مارس ۱۸۸۴ – درگذشته ۲۱ ژوئیه ۱۹۶۶) فیزیک‌دان و ریاضی‌دان و فیلسوف اتریشی بود. وی از فیزیک‌دانان برجسته نیمه نخست سده بیستم بود و در مباحث مختلف فیزیک ریاضی و از جمله در جستارهای نور هندسی و دینامیک سیالات دارای اکتشافات مهمی است. فرانک از نظر فلسفی به اثبات‌گرایی منطقی گرایش داشت و عضو حلقه وین بود.

## زندگی
در سال ۱۸۸۴ در شهر وین پایتخت اتریش متولد شد و تحصیلات خود را در دانشگاه وین به انجام رسانید. وی در ۱۹۰۶ از این دانشگاه رتبهٔ دکتری در علوم گرفت. ۶ سال بعد از آن در ۱۹۱۲ طبق توصیهٔ آلبرت اینشتین در کرسی فیزیک نظری دانشگاه پراگ جانشین وی گردید و تا سال ۱۹۳۸ که کشور چکسلواکی به امر هیتلر اشغال شد در این سمت باقی بود. در سال ۱۹۲۸ در اتحاد شوروی یک رشته سخنرانی در مباحث فیزیک نظری انجام داد. از سال ۱۹۳۸ به آمریکا مهاجرت نمود و پس از آنکه کنفرانس‌هایی در دانشگاه هاروارد داد وابستهٔ پژوهش‌های علمی در دانشگاه نام‌برده شد و سپس در همین دانشگاه استاد فلسفه علم و فیزیک نظری گردید. در عین حال مدتی در موسسهٔ فناوری ماساچوست (ام‌آی‌تی) تدریس می‌کرد و تا هنگام بازنشستگی در این سمت‌ها باقی بود. سپس ریاست مؤسسهٔ وحدت علم را دارا بود و در عین حال در شمار زیادی از فرهنگستان‌های علمی آمریکا عضو بود.

## آثار و تالیفات
فیلیپ فرانک دارای تالیفات پرشمار علمی می‌باشد و از این تالیفات کتاب «شرح زندگی و دوران اینشتین» (۱۹۴۷) و «فلسفهٔ علمی»(۱۹۵۹) شهرت فوق‌العاده یافته‌اند.
کتاب «شرح زندگی و دوران اینشتین» که اول بار در سال ۱۹۴۷ در نیویورک انتشار یافت از آن پس مکرر تجدید چاپ شد و به تمام زبانهای مهم دنیا ترجمه گردید و آن طور که به نظر می‌آید تا سال ۱۹۶۰ به زبان‌های فرانسوی، آلمانی، روسی، ایتالیایی، اسپانیایی، پرتغالی، عربی و یوگسلاوی ترجمه شده و در همه جا با استقبال فراوان مواجه گردیده و به عنوان بهترین شرح حال اینشتین شناخته شده‌است.

## فیلیپ فرانک و آلبرت اینشتین
فیلیپ فرانک به احتمال قوی صالح‌ترین مقام برای تنظیم شرح حال اینشتین بوده‌است زیرا شخصی را که می‌خواست توصیف کند چه به عنوان استاد و معلم و چه به مفهوم همکار و رفیق به خوبی می‌شناخته‌است و چنانچه خود می‌نویسد با خود اینشتین برای روشن ساختن نکات تاریک مصاحبهٔ بسیار کرده‌است. از سوی دیگر به عنوان استاد فیزیک ریاضی و فلسفهٔ علمی مفهوم راستین نظریه‌های اینشتین را درک کرده و محیط بر آن است. از همه مهمتر دورانی را که شرح می‌دهد به خوبی می‌شناخته و در همهٔ جریانات سیاسی و اجتماعی نیمهٔ نخست قرن بیستم وارد بوده‌است؛ و به عنوان دانشمند آلمانی زبان با جزئیات امور آشنا گردیده و در تمام کشورهایی که اینشتین به آنها مسافرت کرد سخنرانی نموده یا تدریس کرده‌است.